# William Shockley
|  | Ikke at forveksle med skuespilleren William Shockley |
William Bradford Shockley (født 13. februar 1910 i London, død 12. august 1989 i Stanford, Santa Clara County, Californien) var en britisk-amerikansk fysiker.
Shockley tog sin bacheloreksamen ved California Institute of Technology 1932 og sin doktorseksamen fra Massachusetts Institute of Technology 1936 med doktorafhandlingen Electronic Bands in Sodium Chloride og John C. Slater som vejleder.
Shockley tildeltes 1956, sammens med John Bardeen og Walter H. Brattain, Nobelprisen i fysik "for deres undersgelser af halvledere og opdagelsen af transistoreffekten".